# تربلارس كراكاسي
تربلارس كاراكاسي (الاسم العلمي:Triplaris caracasana) هو نوع من النباتات يتبع جنس التربلارس من الفصيلة البطباطية.